# 레버티 (영화)
《레버티》(영어: Levity)는 미국에서 제작된 에드 솔로몬 감독의 2003년 드라마 영화이다. 빌리 밥 손턴 등이 출연하였고, 리처드 N. 글래드스틴 등이 제작에 참여하였다.

## 출연진
- 빌리 밥 손턴
- 모건 프리먼
- 홀리 헌터
- 커스틴 던스트
- 마누엘 아랑기스
- 제프리 위저
- 도리언 헤어우드

## 기타 제작진
- 공동 제작: 아이린 리틴스키
- 배역: 앤드리아 케니언
- 미술: 프랑수아 세갱
- 의상: 마리실비 더보